# Бройде, Исаак Соломонович
Исаак Бройде (англ. Isaac Broydé; 23 февраля 1867, Порозово, Гродненская губерния — 15 апреля 1922, Нью-Йорк) — востоковед, арабист, библиограф.

## Биография
Исаак Давид Бройде родился в семье Соломона Бройде и Малки Лещинской. Окончил Парижскую высшую практическую школу (1883), позже учился на факульте восточных языков в Сорбонне, где получил учёную степень доктора философии (1894). Занимался историей средневековой философии и переводами с арабского языка. В 1900 приглашён в Нью-Йорк для работы по составлению и изданию «Энциклопедии Юдаика». С 1900 работал в Нью-Йоркской публичной библиотеке как составитель каталога и ассистент по Еврейскому подразделению.